# Valtus
 (décembre 2019).
Valtus est une entreprise spécialisée dans le management de transition située à Paris, au Royaume-Uni, en Suède, en Finlande, au Danemark et en Autriche.

## Histoire
Créée en 2001 par Philippe Soullier, Valtus est l'un des premiers cabinets spécialisés en management de transition en France.
En 2016-2017, le chiffre d'affaires de la société représente 36 millions d'euros. Tandis que les activités internationales représentent alors 20% du total des missions, l’entreprise procède à une ouverture de son capital en faisant entrer le fonds d'investissement Initiative & Finance à hauteur de 27%.
En 2018, elle acquiert la société Alium Partners, autre acteur du secteur implanté à Londres.
En 2019, les parts de capital détenues par le fonds Initiative & Finance sont rachetées par deux nouveaux fonds d’investissement : Société Générale Capital Partenaires et GENEO Capital Entrepreneur.
En 2020, l’entreprise fait l’acquisition de ses partenaires suédois et finlandais réunis au sein de Nordic Interim Executive Solutions.
En 2021, Valtus poursuit son développement international et renforce sa position dans les pays nordiques avec l’acquisition de Nexus Interim. La part des activités internationales représente 33% de l'activité globale de Valtus Groupe.
En 2022, Valtus acquiert Management Factory en Autriche.

## Réseaux
Valtus est membre de France Transition, fédération née en 2019 du rapprochement entre la Fédération nationale du management de transition (FNMT) et du Syndicat national du management de transition (SNMT)[source insuffisante].
En 2015, Valtus crée conjointement le réseau Globalise avec plusieurs autres acteurs internationaux du management de transition présents principalement en Amérique et en Europe[source insuffisante].